# 박진오
박진오(1970년 ~ )는 대한민국의 영화감독이다.

## 생애

### 주요 경력
- 1990년 영화평론가 첫 등단.
- 1991년 영화 《천국의 계단》으로 영화 조감독 데뷔.
- 1994년 영화 《오필리어 오디션》으로 영화제작자 및 영화 스토리 보드 작가 데뷔.
- 1999년 영화 《풍경》으로 영화 촬영감독 데뷔.
- 2002년 영화 《물 속의 물고기는 목말라 하지 않는다》로 영화배우 데뷔.
- 2002년 대한민국·미국 합작 모노드라마 영화 《요청》으로 영화감독 및 영화 시나리오 작가 데뷔.
- 2003년 영화 《천천히 조용히》를 감독 및 각본, 이 영화로 영화 편집감독 데뷔.

## 학력
- 서울예술전문대학 영화학과 전문학사
- 미국 시러큐스 대학교 영화학과 학사
- 미국 뉴욕 대학교 대학원 영화학과 예술학 석사

## 가족 관계
- 부 : 박근숙 (1932년 ~ 2019년 12월 4일)
- 배우자 : 송채환 (1968년 5월 1일 ~ )
- 딸 : 박소울 (2004년 4월 20일 ~ )
- 아들 : 박예성 (2006년 1월 22일 ~ )
  - 형 : 박진표 (1966년 ~ )